# Mads Christoffersen
 Der er for få eller ingen kildehenvisninger i denne artikel, hvilket er et problem. Du kan hjælpe ved at angive troværdige kilder til de påstande, som fremføres i artiklen.

Mads Christoffersen (født 7. august 1947) er dansk kultursociolog og forfatter.
Christoffersen blev uddannet som mag.art. i kultursociologi i 1979. Han var først ansat som adjunkt/lektor på DTHs (DTU) Institut for samfundsfag frem til 1992, hvor han som professorial researcher blev tilknyttet Centre Nation d’Études de Télécommunication i Paris. Fra 1993 til 2003 var han afdelingschef i TDCs forskningsdivision, men vendte tilbage til DTU som associate professor og leder af DTUs Executive MBA i fra 2004 til 2015. Han var desuden visiting professor ved Strathclyde University fra 2003 til 2005. Har siden 2015 fungeret som konsulent, foredragsholder og forfatter.
Mads Christoffersen var gift med forfatteren Suzanne Giese i 26 år frem til hendes død i 2012 og er samlevende med DR-journalisten, Eva-Marie Møller.

## Bøger
- Fra Ørnen til Øregård – Stoffers historie. Mondogrande, 2025. ISBN 978-87-973780-8-3
- Det Ukendte Sydfrankrig (sammen med Eva-Marie Møller). Mondogrande, 2024. ISBN 978-87-973780-4-5
- Flygtningeskæbner – en græsk tragedie (sammen med Eva-Marie Møller). Mondogrande, 2022. ISBN 978-87-970508-8-0
- De Gule Veste har ordet, Beretning om en eftersøgning efter et oprør i Frankrig. Mondogrande, 2020. ISBN 978-87-97-05082-8
- Arbejdet forstået baglæns, Erfaringer fra 40 års arbejdsliv (sammen med Lisbet Theilgaard og Niels Møller). Frydenlund, 2019. ISBN 978-87-72-16204-1
- Mord på universitetet, En 68’er tilbage på sporet. Mondogrande, 2018. ISBN 978-87-97-05080-4
- Mænd der mister, Otte personlige historien om at miste sin kæreste til kræft. Dansk Psykologisk Forlag, 2016. ISBN 978-87-7158-454-7